# Mezquita de Fuengirola
La  mezquita de Fuengirola,  conocida también como “Centro Cultural Islámico Suhail”, fue inaugurada de forma efectiva en diciembre de 1992 (1413 de la Hégira) y oficialmente en octubre de 1993 (18 de Rabí’  II de 1414 de la Hégira). 

## Historia
La idea de crear una mezquita en  Fuengirola que aglutinase a todos los musulmanes residentes  en la Costa del Sol y en las provincias limítrofes surgió  de un grupo de la élite entre ellos, Mohamed Bashir Kurdi, Muhammad Asad, Abdulah Bakir y otros más.  Poco a poco esta idea fue ganando adeptos, logrando el apoyo de destacadas personalidades islámicas y de políticos locales que comprendieron la importancia de crear una mezquita que ayudase a los musulmanes a preservar su identidad en total armonía con   el proceso de su integración en su sociedad de acogida, y que supusiese un puente de  encuentro  de las diferentes culturas y religiones, para, a través del diálogo constructivo, poder llegar a una mejor comprensión, consiguiendo, de esta  manera, crear un mundo mejor. 